# Rippweiler
Rippweiler (en luxemburguès: Rippweiler; en alemany: Rippweiler) és una vila de la comuna de Useldange situada al districte de Diekirch del cantó de Redange. Està a uns 20 km de distància de la ciutat de Luxemburg.